# Michelle Campi
Michelle Campi (Estados Unidos, 29 de julio de 1976) es una gimnasta artística estadounidense, subcampeona mundial en 1991 en el concurso por equipos. Después de retirarse del deporte, ha sido pintora.

## 1991
En el Mundial de Indianápolis 1991 gana la plata por equipos, tras la Unión Soviética y por delante de Rumania, siendo sus compañeras de equipo: Shannon Miller, Kim Zmeskal, Betty Okino, Kerri Strug y Hilary Grivich.